# Kolonoskop
Kolonoskop – giętki, oparty na technice światłowodowej przyrząd w kształcie długiej, cienkiej rury, służący do diagnostyki (obrazowania) chorób jelita grubego. Badanie wykonywane tym urządzeniem nazywane jest kolonoskopią (w przypadku wziernikowania całego jelita grubego) lub sigmoidoskopią – w przypadku obrazowania końcowego, 50–60 cm odcinka jelita grubego.

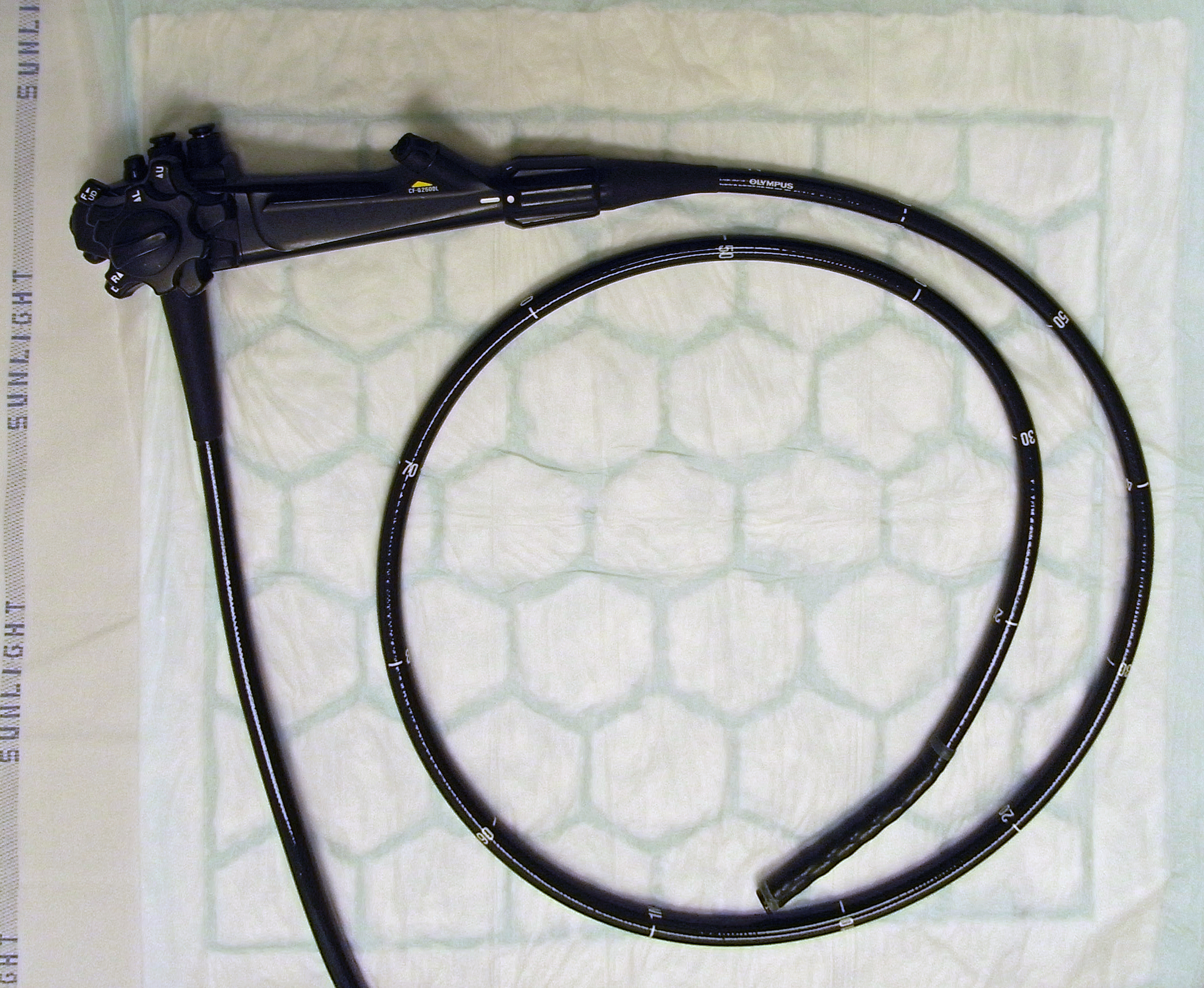
Kolonoskop

Kolonoskop oprócz toru wizyjnego (światłowodowego) posiada kanały umożliwiające drobne zabiegi w świetle jelita, takie jak pobieranie wycinków do badania histopatologicznego, usunięcie polipów (tzw. polipektomia), lub też ostrzyknięcie środkami hamującymi krwawienie.

Przeczytaj ostrzeżenie dotyczące informacji medycznych i pokrewnych zamieszczonych w Wikipedii.